# سلجوق بایراکتاراوغلو
سلجوق بایراکتاراوغلو (انگلیسی: Selçuk Bayraktaroğlu؛ زادهٔ ۹ مارس ۱۹۶۱) ارتشبد نیروی زمینی ترکیه است، که از اوت ۲۰۲۳ به‌عنوان پنجاه و سومین فرمانده نیروی زمینی ترکیه فعالیت می‌کند.
بایراکتاراوغلو فعالیت نظامی را از سال ۱۹۸۱ در نیروی زمینی ترکیه آغاز کرد، از ۲۰۰۹ تا ۲۰۱۱ فرمانده تیپ ۹ کماندو بود و از ۲۰۱۱ تا ۲۰۱۳ فرماندهی لجستیک و مهمات نیروی زمینی را برعهده داشت.
وی از ۲۰۱۳ تا ۲۰۱۴ به‌عنوان معاون ارتباطات، الکترونیک، سیستم‌های اطلاعاتی و دفاع سایبری ستاد کل نیروهای مسلح ترکیه فعالیت می‌کرد، در فاصله سال‌های ۲۰۱۴ تا ۲۰۱۶ فرماندهی ارتش سوم را برعهده داشت و از ۲۰۱۶ تا ۲۰۲۰ معاون نیروی انسانی ستاد کل نیروهای مسلح ترکیه بود.